# Hubble Deep Field

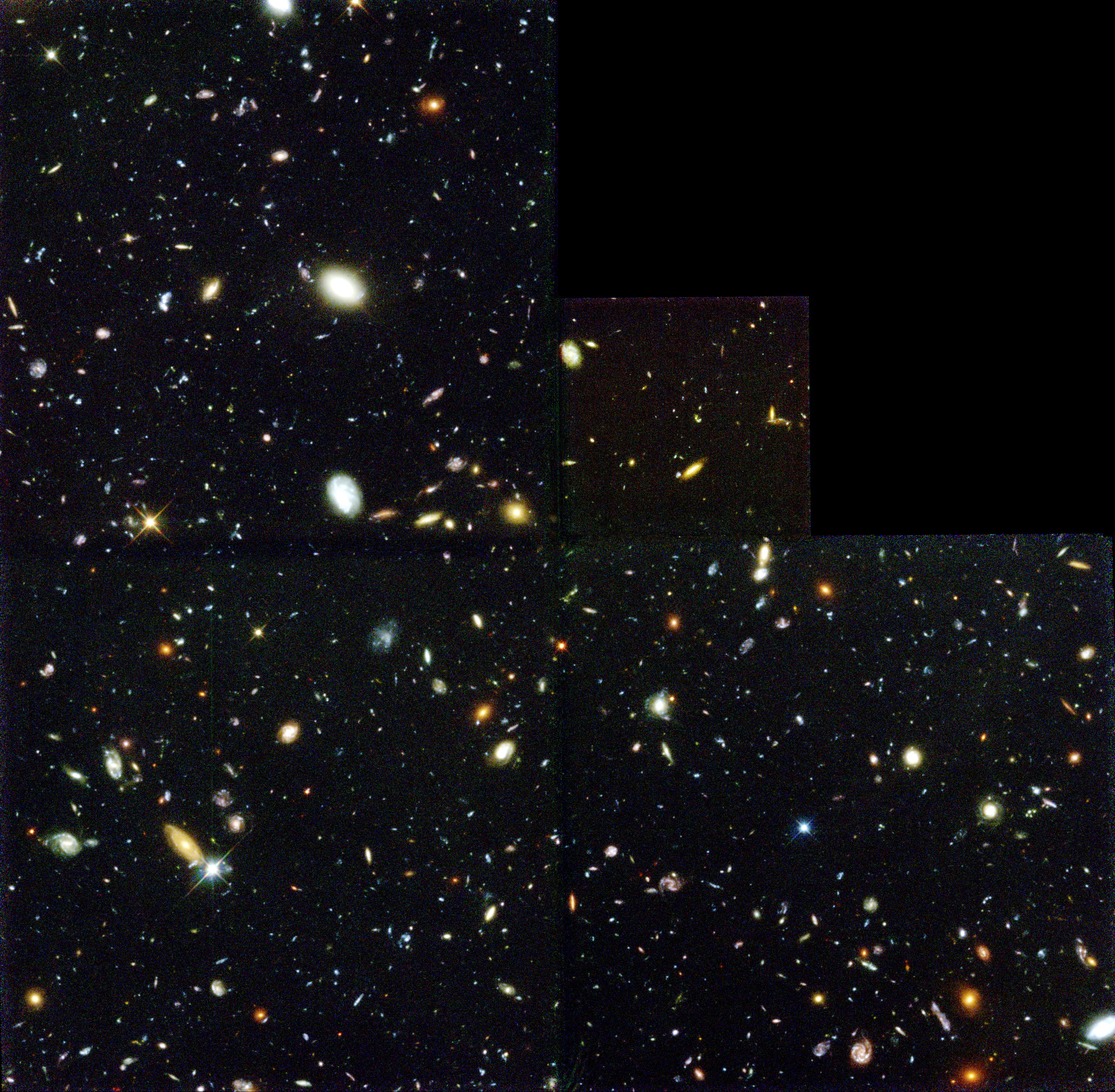
Het Hubble Deep Field

Het Hubble Deep Field (HDF) is een afbeelding van een klein gedeelte (144 boogseconden) in het sterrenbeeld Ursa Major (Grote Beer), en is een compositiefoto van verschillende observaties door de ruimtetelescoop Hubble, bestaande uit 342 aparte foto's genomen tussen 18 en 28 december 1995. Het centrum van het HDF bevindt zich bij rechte klimming 12u 35m 49.4s en declinatie 62° 12′ 58″.
Het gebied bevat slechts enkele sterren. Alle andere objecten zijn sterrenstelsels.